# Can Muntanyola
|  | Per a altres significats, vegeu «Molí de Can Muntanyola». |

Can Muntanyola és una masia del municipi de Granollers (Vallès Oriental) inclosa en l'Inventari del Patrimoni Arquitectònic de Catalunya. Segons els masovers, aquesta casa, antigament, era propietat dels Junyent. Possiblement també fou vinculada amb un grup de religioses. De la façana de la casa sortia un arc que anava a la casa del davant. Masia orientada cap al sud, composta de planta i pis, està coberta a dues vessants. El portal adovellat en el qual abans hi havia un escut, ara situat a Can Bassa. Les finestres de la planta són d'arc pla. AL pis hi ha tres finestres: dues lobulades, decorades amb relleus vegetals -la de l'esquerra amb un escut on hi ha inscrit "IHS"-, i una rectangular de composició geomètrica -a la qual el guardapols està recolzat sobre figueres i coronat amb un escut-. Hi ha edificis al voltant de la masia.

## Història
1. 1 2 3 4  «Can Muntanyola». Inventari del Patrimoni Arquitectònic de Catalunya.   Direcció General del Patrimoni Cultural de la Generalitat de Catalunya. [Consulta: 3 setembre 2015].